# Allopiophila dudai
Allopiophila dudai är en tvåvingeart som först beskrevs av Frey 1930.  Allopiophila dudai ingår i släktet Allopiophila och familjen ostflugor. Inga underarter finns listade i Catalogue of Life.